# Ленарт Хегрот
Ханс Ленарт Хегрот (швед. Hans Lennart Häggroth; Кируна, 2. март 1940 − Шелефтео, 28. август 2016) био је шведски хокејаш на леду и хокејашки тренер који је током каријере играо на позицији голмана. 
Најуспешнији део каријере провео је играјући у екипи Шелефтеа у шведској лиги (пет сезона), док је остатак каријере провео углавном играјући у нижеразредним клубовима. Уврштен је у идеалну поставу првенства за сезону 1961/62. 
За репрезентацију Шведске је одиграо 65 утакмица у периоду између 1960. и 1965. године. Са репрезентацијом је наступио на једним олимпијским играма и на два светска првенства на којима је освојио једну златну (СП 1962) и две сребрне медаље (ЗОИ 1964, СП 19623). 
По окончању играчке каријере једно време је радио прво као хокејашки тренер, а потом и као социјални радник задужен за проблематику наркоманије и алкохолизма. 